# Jang Sung-Ho
Jang Sung-Ho (en coreano: 장성호; 12 de enero de 1978) es un deportista surcoreano que compitió en judo.
Participó en tres Juegos Olímpicos de Verano entre los años 2000 y 2008, obteniendo una medalla de plata en la edición de Atenas 2004 en la categoría de –100 kg. En los Juegos Asiáticos consiguió dos medallas en los años 2002 y 2006.
Ganó dos medallas en el Campeonato Mundial de Judo en los años 1999 y 2001, y cinco medallas en el Campeonato Asiático de Judo entre los años 1999 y 2008.

## Palmarés internacional
| Juegos Olímpicos    | Juegos Olímpicos         | Juegos Olímpicos  | Juegos Olímpicos |
| Año                 | Lugar                    | Medalla           | Categoría        |
| ------------------- | ------------------------ | ----------------- | ---------------- |
| 2004                | Atenas (Grecia)          | Medalla de plata  | –100 kg          |
| Campeonato Mundial  |                          |                   |                  |
| Año                 | Lugar                    | Medalla           | Categoría        |
| 1999                | Birmingham (Reino Unido) | Medalla de plata  | –100 kg          |
| 2001                | Múnich (Alemania)        | Medalla de bronce | –100 kg          |
| Juegos Asiáticos    |                          |                   |                  |
| Año                 | Lugar                    | Medalla           | Categoría        |
| 2002                | Busan (Corea del Sur)    | Medalla de plata  | –100 kg          |
| 2006                | Doha (Catar)             | Medalla de oro    | –100 kg          |
| Campeonato Asiático |                          |                   |                  |
| Año                 | Lugar                    | Medalla           | Categoría        |
| 1999                | Wenzhou (China)          | Medalla de oro    | –100 kg          |
| 2003                | Jeju (Corea del Sur)     | Medalla de plata  | –100 kg          |
| 2004                | Almatý ( Kazajistán)     | Medalla de plata  | –100 kg          |
| 2005                | Taskent (Uzbekistán)     | Medalla de oro    | –100 kg          |
| 2008                | Jeju (Corea del Sur)     | Medalla de plata  | –100 kg          |